# خوزه میگوئل مورالس
خوزه میگوئل مورالس (انگلیسی: José Miguel Morales؛ زادهٔ ۲۶ دسامبر ۱۹۷۶) بازیکن فوتبال اهل اسپانیا است.
از باشگاه‌هایی که در آن بازی کرده‌است می‌توان به اشاره کرد.
وی همچنین در تیم ملی فوتبال کاتالونیا بازی کرده‌است.